# Petrusburg
Petrusburg is een plaats met 8500 inwoners, in de Zuid-Afrikaanse provincie Vrijstaat.

## Subplaatsen
Het nationaal instituut voor de statistiek, Stats SA, deelt sinds de census 2011 deze hoofdplaats in in 2 zogenaamde subplaatsen (sub place):
Bolokanang • Petrusburg SP.